# 酒寿司

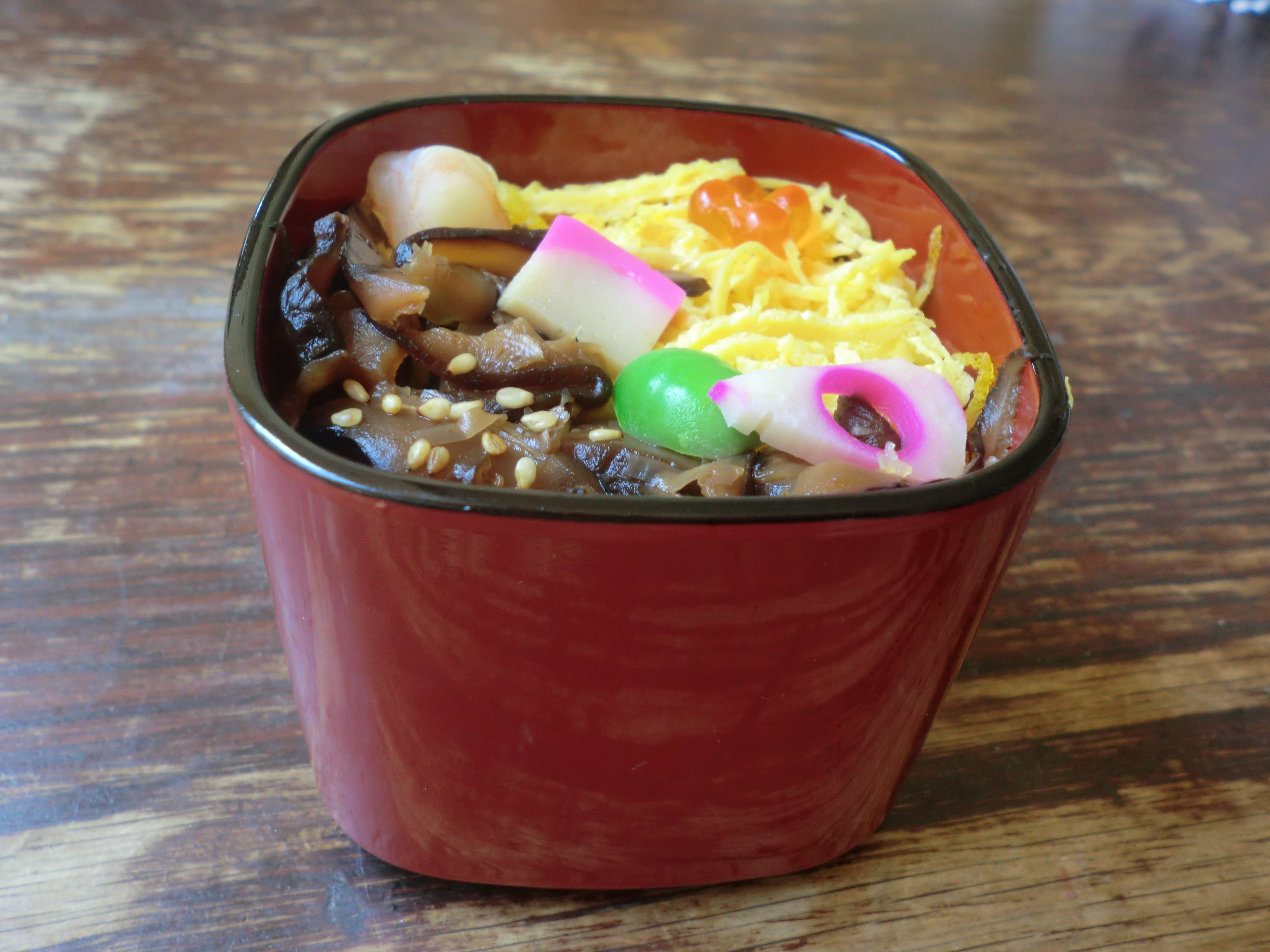
酒寿司の例

酒寿司（さけずし）とは、鹿児島県で作られている郷土料理であり、寿司の一種である。酒鮨と表記されることもある。

## 概要
桶に酒で味付けされた飯と様々な山の幸・海の幸を盛り発酵させた豪華な寿司である。一見すると押し寿司のようにも見えるが、酢の代わりに鹿児島特産の「地酒（灰持酒）」が使われているのが特徴である。多くの地酒を使っているため酒に弱い者は香りだけで酔うこともあるというが、意外に下戸に好まれるという。
江戸時代に当時の藩主であった島津義弘が花見の宴会を開いた際、女中が残った料理と地酒を桶に入れて一緒に置いていたところ、翌朝良い香りが漂っていた事が酒寿司の始まりとされる。非常に手がかかることから現在でももてなし料理の代表格とされ、寿司を入れる桶も漆塗りの豪華なものが用いられる。
近年では合わせ酢を少々混ぜたものもあるようであるが、一般的な寿司に使用される食酢は基本的に一切使われない。代わりに使用されるのが鹿児島で「地酒（じざけ・じしゅ）」と呼ばれる酒である。この「地酒」は一般的な日本酒とは別種の酒で、灰持酒の一種である。味醂に近い酒であり、現在は料理酒として酒寿司や薩摩揚げなどに使用されるが、明治時代か大正時代あたりまでは祝いの席などでしばしば飲用されていたという。
享和2年（1802年）刊行の『名飯部類』には「薩摩ずし」の名で記述があり、サバを開き腹の中に酒を混ぜた飯を詰め、酒を振りながら桶に並べる（姿ずし）とある。さらに、「こけらずし（飯に具材を混ぜるか上に貼り付ける形式）もつくる」とある。発酵して酸味が生じるまで待てば、酒を発酵の促進に使った生成（ナマナレ）のすしである。篠田統『すしの本』によると、「昔は7〜8日押した」とある。今日の酒寿司は、発酵を待たなくなった生成のすしの残存例だとする見方が一般的である。

## 作り方
〈家庭で作る場合・一例〉
1. 具はエビ、タイ、赤貝、タコ等の魚介類に蕗、筍、椎茸、錦糸卵、薩摩揚げ等が挙げられる。しかし、料理の成り行きが単純であるだけに、実際には寿司に合うものなら何を加えても良いと言う意見もある。
2. 地酒（じざけ・じしゅ）と塩だけで、合わせ調味料を作る。基本的に旨味調味料や酢などは使用しない。
3. 飯は普通に炊いてさましておく。その後、先の合わせ調味料を飯に混ぜる。
4. 具はそれぞれに味を付けて、魚は薄塩をして、ちらし寿司のように切っておく。
5. 冷ましておいた飯と合わせ調味料の3/4の量をよく混ぜ合わせて、4等分に分けておく。
6. 寿司桶に少々塩を振り、その上に飯の1/4の量を敷き込み、平らにする。
7. 飯の上に好みの具を散らし、再びその上に飯1/4の量を敷き込む。このようにして順々に段を作っていく（残しておいた合わせ調味料は段を整えるたびに使用する）。
8. 最後に飯を敷いて、残りの具を彩りよく盛り付ける。
9. 上から葉らんを敷いて、中ふたをする。
10. 寿司桶の中の地酒が常にふたの上段ギリギリにあるように、中ふたの上から重石を乗せて調整する。この重石の調整が美味しく作るコツである。
11. 重石を調整しながら4～5時間待つと出来上がり。長時間置くことで、地酒の酵素が飯や具を軽く醗酵させて旨味や甘みを引き出す。仕上げに山椒の葉を載せると一層彩りが良くなる。
12. いわゆる「左党」の人の中には、さらに地酒を寿司の上に振りかけて食べる人もいる。